# Pelenomus velaris
Pelenomus velaris är en skalbaggsart som först beskrevs av Leonard Gyllenhaal 1827.  Pelenomus velaris ingår i släktet Pelenomus, och familjen vivlar. Arten är reproducerande i Sverige.